# Креков, Фёдор Андреевич
Фёдор Андреевич Креков (19 февраля 1919 года — 14 июня 2007 года) — машинист электровоза локомотивного депо Дёма, Герой Социалистического Труда. Почетный железнодорожник СССР.

## Биография
Федор Андреевич Креков родился 19 февраля 1919 г. в д. Рождественский ныне Уфимского района Республики Башкортостан. Образование — неполное среднее.
Работать начал в 1937 г. кочегаром паровоза. После окончания школы фабрично-заводского обучения при Уфимском паровозоремонтном заводе работал помощником машиниста, машинистом паровозного депо Уфа. В 1940 г. направлен на учёбу в военно-техническую школу машинистов бронепоездов в г. Ораниенбаум Ленинградской области. В 1941—1945 годах Фёдор Андреевич — старший машинист паровоза-бронепоезда Западного, Брянского, I Украинского фронтов. В составе бронепоезда воевал на рубежах Волоколамского шоссе, участвовал в обороне Москвы, освобождении Польши. С 1946 года (после демобилизации) работал на станции Дёма Куйбышевской железной дороги машинистом паровоза, заместителем начальника депо Дема, старшим машинистом, с 1955 г. — машинистом электровоза локомотивного депо Дема.
В первой послевоенной пятилетке (1946—1950) Фёдор Андреевич одним из первых в депо Дема добился 500-километрового суточного пробега паровоза, затем уже в 1958 г. на электровозе достиг более чем 1 000-километрового пробега.
По его предложению с 1958 года электровозы с товарными поездами начали эксплуатировать по кольцу от станции Кропачево до станции Похвистнево со сменными бригадами, что позволило 12-15 электровозам депо пройти по 700—800 и даже 1 000 километров в сутки против 350 километров ранее при небольших тяговых плечах. Так, Ф. А. Креков на новом маршруте добивался невиданного суточного пробега локомотива — 1 200 километров. Работал без брака и аварий. В результате эффективного использования электровозного парка Уфимская железная дорога только в 1955—1958 гг. получила более 300 миллионов рублей экономии. По инициативе опытного машиниста создано пассажирское кольцо «Кропачево — Сызрань».
За выдающиеся успехи, достигнутые в деле развития железнодорожного транспорта, Указом Президиума Верховного Совета СССР от 1 сентября 1959 г. Ф. А. Крекову присвоено звание Героя Социалистического Труда.
До 1990 года работал машинистом электровоза локомотивного депо Дема Куйбышевской железной дороги.
Почетный железнодорожник СССР.
Умер 14 июня 2007 года.

## Награды
- Герой Социалистического Труда (1959)
- Награждён орденами Ленина (1959), Отечественной войны 2 степени (1985), медалями.

## Память
В память о Ф. А. Крекове его именем назван электропоезд.